# Geokichla cinerea
Geokichla cinerea là một loài chim trong họ Turdidae.